# Porte du Ried
Porte du Ried község Franciaország Grand Est régiójában, Haut-Rhin megyében. Új községként 2016. január 1-jén jött létre Holtzwihr és Riedwihr korábbi község egyesítésével.

## Népesség
| Lakosok száma | 1782 | 1802 | 1823 | 1843 | 1856 | 1914 |
|               | 2017 | 2018 | 2019 | 2020 | 2021 | 2022 |